# بوب بلو
بوب بلو (بالإنجليزية: Bob Blue)‏ هو مغن مؤلف ومغني أمريكي، ولد في 31 يوليو 1948، وتوفي في 17 مارس 2006 بسبب تصلب متعدد.